# Copa J. League 2016
La Copa J. League 2016, también conocida como Copa Yamazaki Nabisco 2016 y posteriormente como Copa YBC Levain J. League 2016 por motivos de patrocinio, fue la 41.ª edición de la Copa de la Liga de Japón y la 24.ª edición bajo el actual formato.
El campeón fue Urawa Red Diamonds, tras vencer en la final a Gamba Osaka. De esta manera, el conjunto de la capital de la prefectura de Saitama volvió a dar la vuelta olímpica luego de trece años. Por lo mismo, disputó la Copa Suruga Bank 2017 ante Chapecoense de Brasil, vencedor de la Copa Sudamericana 2016.

## Nombre del torneo
Yamazaki Nabisco era el único patrocinador de la Copa J. League. Hasta el final de la fase de grupos llevaba el nombre de “Copa Yamazaki Nabisco J. League 2016”. Sin embargo, a partir del 1 de septiembre, la empresa Yamazaki Nabisco pasará a llamarse “Yamazaki Biscuit Company”, por lo que el torneo tomó las abreviaturas de la flamante compañía para ser conocido desde el 21 de junio como “Copa YBC Levain J. League 2016”. Cabe señalar que, en un principio, este campeonato se llamaría “Copa Yamazaki Nabisco J. League” hasta su culminación.

## Formato de competición
La reglamentación principal se anunció el 15 de diciembre de 2015, mientras que la fase de grupos y sus fechas el 28 de enero de 2016. Básicamente, se ha seguido la regulación del año anterior.
- Formaron parte del torneo los 18 equipos que participaron de la J1 League 2016. Omiya Ardija volvió al torneo después de ausentarse en la edición del 2015, mientras que Júbilo Iwata y Avispa Fukuoka retornaron después de estar presentes por última vez hace tres y cinco años, respectivamente. Cabe señalar que Fukuoka sólo jugó fases eliminatorias en la edición 2011, por lo que fue la primera vez en diez años que disputó la fase de grupos.
  - Sanfrecce Hiroshima, Gamba Osaka y Urawa Red Diamonds, clasificados para la fase de grupos de la Liga de Campeones de la AFC 2016, estuvieron exentos de participar en la fase de grupos e ingresaron directamente a cuartos de final.
  - F.C. Tokyo, que debía competir en las rondas previas de la Liga de Campeones de la AFC, estaría exento al igual que los tres equipos anteriores si llegaba a triunfar en esos duelos; de otro modo, ocuparía un lugar en la fase de grupos (grupo A). Finalmente, el conjunto de la capital japonesa ganaría su llave eliminatoria e ingresaría a la fase de grupos de la competición continental;[7] en consecuencia, comenzó su participación en la Copa J. League 2016 en cuartos de final.
- Fase de grupos: Los restante 14 equipos fueron divididos en dos grupos de siete clubes cada uno. De esta manera, cada cuadro debió disputar seis juegos y quedar libre en alguna de las siete jornadas.
  - Grupo A: Kashima Antlers, Omiya Ardija, Shonan Bellmare, Ventforet Kofu, Júbilo Iwata, Nagoya Grampus y Vissel Kobe.
  - Grupo B: Vegalta Sendai, Kashiwa Reysol, Kawasaki Frontale, Yokohama F. Marinos, Albirex Niigata, Avispa Fukuoka y Sagan Tosu.
  - Para determinar el orden de clasificación de los equipos se utilizó el siguiente criterio:

1. Puntos obtenidos.
2. Diferencia de goles.
3. Goles a favor.
4. Resultado entre los equipos en cuestión.
5. Diferencia de goles entre los equipos en cuestión.
6. Puntos por juego limpio.
7. Sorteo.
Los dos mejores de cada grupo a la fase final.
- Fase final: se llevó a cabo entre los cuatro clubes provenientes de la primera fase junto con Sanfrecce Hiroshima, Gamba Osaka, Urawa Red Diamonds y F.C. Tokyo.
  - En cuartos de final y semifinales se enfrentaron en serie de dos partidos, a ida y vuelta. En caso de igualdad en el total de goles, se aplicaría la regla del gol de visitante y, si aún persistía el empate, se realizaría una prórroga, en donde ya no tendrían valor los goles fuera de casa. De continuar la igualdad en el marcador global, se realizaría una tanda de penales.
  - La final se jugó a un solo partido. En caso de empate en los 90 minutos se haría una prórroga; si aún persistía la igualdad, se ejecutaría una tanda de penales.

## Calendario
Un resumen de las fechas se dio a conocer el 15 de diciembre de 2015, ampliado con información de la fase final el 13 de enero de 2016. Se esperó hasta último momento para ver si F.C. Tokyo ganaba su llave preliminar en la Liga de Campeones de la AFC -de otra manera comenzaría a competir en la fase de grupos de la Copa de la Liga-. Como el equipo de la capital japonesa terminó derrotando a su adversario en esa instancia, arrancó su participación en la Copa J. League en cuartos de final. Cabe señalar que, de forma similar a la final del torneo del año anterior, el partido definitorio se llevó a cabo en el Estadio Saitama 2002.
| Etapa          | Ronda            | Ida                   | Vuelta                  | Observaciones                                                                                                  |
| -------------- | ---------------- | --------------------- | ----------------------- | --- |
| Fase de grupos | Fecha 1          | 23 de marzo de 2016   | 23 de marzo de 2016     | Libres: Shonan Bellmare (Grupo A) y Sagan Tosu (Grupo B)                                                       |
| Fase de grupos | Fecha 2          | 27 de marzo de 2016   | 27 de marzo de 2016     | Libres: Júbilo Iwata (Grupo A) y Yokohama F. Marinos (Grupo B)                                                 |
| Fase de grupos | Fecha 3          | 6 de abril de 2016    | 6 de abril de 2016      | Libres: Vissel Kobe (Grupo A) y Avispa Fukuoka (Grupo B)                                                       |
| Fase de grupos | Fecha 4          | 20 de abril de 2016   | 20 de abril de 2016     | Libres: Kashima Antlers (Grupo A) y Albirex Niigata (Grupo B)                                                  |
| Fase de grupos | Fecha 5          | 18 de mayo de 2016    | 18 de mayo de 2016      | Libres: Nagoya Grampus (Grupo A) y Vegalta Sendai (Grupo B)                                                    |
| Fase de grupos | Fecha 6          | 25 de mayo de 2016    | 25 de mayo de 2016      | Libres: Omiya Ardija (Grupo A) y Kashiwa Reysol (Grupo B)                                                      |
| Fase de grupos | Fecha 7          | 5 de junio de 2016    | 5 de junio de 2016      | Libres: Ventforet Kofu (Grupo A) y Kawasaki Frontale (Grupo B)                                                 |
| Fase final     | Cuartos de final | 31 de agosto de 2016  | 4 de septiembre de 2016 | Inicio de participación de los equipos clasificados a la fase de grupos de la Liga de Campeones de la AFC 2016 |
| Fase final     | Semifinales      | 5 de octubre de 2016  | 9 de octubre de 2016    | Participación de los ganadores de los cuartos de final                                                         |
| Fase final     | Final            | 15 de octubre de 2016 | 15 de octubre de 2016   | Participación de los ganadores de las semifinales                                                              |

## Fase de grupos

### Grupo A
| Equipo          | Pts | PJ | PG | PE | PP | GF | GC | DG  |
| --------------- | --- | -- | -- | -- | -- | -- | -- | --- |
| Vissel Kobe     | 16  | 6  | 5  | 1  | 0  | 15 | 3  | +12 |
| Omiya Ardija    | 14  | 6  | 4  | 2  | 0  | 5  | 1  | +4  |
| Ventforet Kofu  | 8   | 6  | 2  | 2  | 2  | 3  | 4  | -1  |
| Shonan Bellmare | 7   | 6  | 2  | 1  | 3  | 4  | 6  | -2  |
| Júbilo Iwata    | 5   | 6  | 1  | 2  | 3  | 4  | 7  | -3  |
| Kashima Antlers | 4   | 6  | 1  | 1  | 4  | 8  | 12 | -4  |
| Nagoya Grampus  | 4   | 6  | 1  | 1  | 4  | 4  | 10 | -6  |

| \| Fecha \| Lugar \| Local \| Resultado \| Visitante \| \| ----------- \| --------- \| --------------- \| ----------------------------------------------------------------------------------------------------- \| --------------- \| \| 23 de marzo \| Saitama \| Omiya Ardija \| 1:0 \| Nagoya Grampus \| \| 23 de marzo \| Kashima \| Kashima Antlers \| 1:2 \| Ventforet Kofu \| \| 23 de marzo \| Iwata \| Júbilo Iwata \| 1:2 \| Vissel Kobe \| \| 27 de marzo \| Kōbe \| Vissel Kobe \| 4:1 \| Kashima Antlers \| \| 27 de marzo \| Nagoya \| Nagoya Grampus \| 0:1 \| Shonan Bellmare \| \| 27 de marzo \| Kōfu \| Ventforet Kofu \| 0:0 \| Omiya Ardija \| \| 6 de abril \| Nagoya \| Nagoya Grampus \| 1:3 \| Kashima Antlers \| \| 6 de abril \| Iwata \| Júbilo Iwata \| 1:0 \| Ventforet Kofu \| \| 6 de abril \| Hiratsuka \| Shonan Bellmare \| 0:1 \| Omiya Ardija \| \| 20 de abril \| Nagoya \| Nagoya Grampus \| 0:0 \| Ventforet Kofu \| \| 20 de abril \| Hiratsuka \| Shonan Bellmare \| 0:0 \| Júbilo Iwata \| \| 20 de abril \| Kōbe \| Vissel Kobe \| 1:1 \| Omiya Ardija \| \| 18 de mayo \| Saitama \| Omiya Ardija \| 1:0 \| Júbilo Iwata \| \| 18 de mayo \| Kashima \| Kashima Antlers \| 2:3 \| Shonan Bellmare \| \| 18 de mayo \| Kōfu \| Ventforet Kofu \| 0:2 \| Vissel Kobe \| \| 25 de mayo \| Kashima \| Kashima Antlers \| 1:1 \| Júbilo Iwata \| \| 25 de mayo \| Kōfu \| Ventforet Kofu \| 1:0 \| Shonan Bellmare \| \| 25 de mayo \| Kōbe \| Vissel Kobe \| 4:0 \| Nagoya Grampus \| \| 5 de junio \| Iwata \| Júbilo Iwata \| 1:3 (enlace roto disponible en Internet Archive; véase el historial, la primera versión y la última). \| Nagoya Grampus \| \| 5 de junio \| Fukushima \| Shonan Bellmare \| 0:2 (enlace roto disponible en Internet Archive; véase el historial, la primera versión y la última). \| Vissel Kobe \| \| 5 de junio \| Saitama \| Omiya Ardija \| 1:0 (enlace roto disponible en Internet Archive; véase el historial, la primera versión y la última). \| Kashima Antlers \| |           |                 | |                 |
| Fecha | Lugar     | Local           | Resultado                                                                                             | Visitante       |
| 23 de marzo | Saitama   | Omiya Ardija    | 1:0                                                                                                   | Nagoya Grampus  |
| 23 de marzo | Kashima   | Kashima Antlers | 1:2                                                                                                   | Ventforet Kofu  |
| 23 de marzo | Iwata     | Júbilo Iwata    | 1:2                                                                                                   | Vissel Kobe     |
| 27 de marzo | Kōbe      | Vissel Kobe     | 4:1                                                                                                   | Kashima Antlers |
| 27 de marzo | Nagoya    | Nagoya Grampus  | 0:1                                                                                                   | Shonan Bellmare |
| 27 de marzo | Kōfu      | Ventforet Kofu  | 0:0                                                                                                   | Omiya Ardija    |
| 6 de abril | Nagoya    | Nagoya Grampus  | 1:3                                                                                                   | Kashima Antlers |
| 6 de abril | Iwata     | Júbilo Iwata    | 1:0                                                                                                   | Ventforet Kofu  |
| 6 de abril | Hiratsuka | Shonan Bellmare | 0:1                                                                                                   | Omiya Ardija    |
| 20 de abril | Nagoya    | Nagoya Grampus  | 0:0                                                                                                   | Ventforet Kofu  |
| 20 de abril | Hiratsuka | Shonan Bellmare | 0:0                                                                                                   | Júbilo Iwata    |
| 20 de abril | Kōbe      | Vissel Kobe     | 1:1                                                                                                   | Omiya Ardija    |
| 18 de mayo | Saitama   | Omiya Ardija    | 1:0                                                                                                   | Júbilo Iwata    |
| 18 de mayo | Kashima   | Kashima Antlers | 2:3                                                                                                   | Shonan Bellmare |
| 18 de mayo | Kōfu      | Ventforet Kofu  | 0:2                                                                                                   | Vissel Kobe     |
| 25 de mayo | Kashima   | Kashima Antlers | 1:1                                                                                                   | Júbilo Iwata    |
| 25 de mayo | Kōfu      | Ventforet Kofu  | 1:0                                                                                                   | Shonan Bellmare |
| 25 de mayo | Kōbe      | Vissel Kobe     | 4:0                                                                                                   | Nagoya Grampus  |
| 5 de junio | Iwata     | Júbilo Iwata    | 1:3 (enlace roto disponible en Internet Archive; véase el historial, la primera versión y la última). | Nagoya Grampus  |
| 5 de junio | Fukushima | Shonan Bellmare | 0:2 (enlace roto disponible en Internet Archive; véase el historial, la primera versión y la última). | Vissel Kobe     |
| 5 de junio | Saitama   | Omiya Ardija    | 1:0 (enlace roto disponible en Internet Archive; véase el historial, la primera versión y la última). | Kashima Antlers |

### Grupo B
| Equipo              | Pts | PJ | PG | PE | PP | GF | GC | DG |
| ------------------- | --- | -- | -- | -- | -- | -- | -- | -- |
| Yokohama F. Marinos | 11  | 6  | 3  | 2  | 1  | 7  | 5  | 2  |
| Avispa Fukuoka      | 9   | 6  | 2  | 3  | 1  | 9  | 7  | 2  |
| Kawasaki Frontale   | 8   | 6  | 2  | 2  | 2  | 9  | 5  | +4 |
| Kashiwa Reysol      | 8   | 6  | 2  | 2  | 2  | 9  | 8  | +1 |
| Vegalta Sendai      | 8   | 6  | 2  | 2  | 2  | 4  | 5  | -1 |
| Albirex Niigata     | 7   | 6  | 2  | 1  | 3  | 6  | 12 | -6 |
| Sagan Tosu          | 4   | 6  | 0  | 4  | 2  | 4  | 6  | -2 |

| \| Fecha \| Lugar \| Local \| Resultado \| Visitante \| \| ----------- \| -------- \| ------------------- \| ----------------------------------------------------------------------------------------------------- \| ------------------- \| \| 23 de marzo \| Sendai \| Vegalta Sendai \| 1:0 \| Albirex Niigata \| \| 23 de marzo \| Fukuoka \| Avispa Fukuoka \| 2:2 \| Kashiwa Reysol \| \| 23 de marzo \| Kawasaki \| Kawasaki Frontale \| 0:0 \| Yokohama F. Marinos \| \| 27 de marzo \| Niigata \| Albirex Niigata \| 1:0 \| Sagan Tosu \| \| 27 de marzo \| Kashiwa \| Kashiwa Reysol \| 0:1 \| Vegalta Sendai \| \| 27 de marzo \| Kawasaki \| Kawasaki Frontale \| 0:1 \| Avispa Fukuoka \| \| 6 de abril \| Niigata \| Albirex Niigata \| 0:5 \| Kawasaki Frontale \| \| 6 de abril \| Tosu \| Sagan Tosu \| 1:1 \| Vegalta Sendai \| \| 6 de abril \| Yokohama \| Yokohama F. Marinos \| 1:3 \| Kashiwa Reysol \| \| 20 de abril \| Kashiwa \| Kashiwa Reysol \| 2:1 \| Kawasaki Frontale \| \| 20 de abril \| Sendai \| Vegalta Sendai \| 0:0 \| Avispa Fukuoka \| \| 20 de abril \| Yokohama \| Yokohama F. Marinos \| 1:0 \| Sagan Tosu \| \| 18 de mayo \| Kashiwa \| Kashiwa Reysol \| 1:2 \| Albirex Niigata \| \| 18 de mayo \| Tosu \| Sagan Tosu \| 1:1 \| Kawasaki Frontale \| \| 18 de mayo \| Yokohama \| Yokohama F. Marinos \| 2:1 \| Avispa Fukuoka \| \| 25 de mayo \| Fukuoka \| Avispa Fukuoka \| 1:1 \| Sagan Tosu \| \| 25 de mayo \| Niigata \| Albirex Niigata \| 1:1 \| Yokohama F. Marinos \| \| 25 de mayo \| Kawasaki \| Kawasaki Frontale \| 2:1 Archivado el 5 de junio de 2016 en Wayback Machine. \| Vegalta Sendai \| \| 5 de junio \| Fukuoka \| Avispa Fukuoka \| 4:2 (enlace roto disponible en Internet Archive; véase el historial, la primera versión y la última). \| Albirex Niigata \| \| 5 de junio \| Sendai \| Vegalta Sendai \| 0:2 (enlace roto disponible en Internet Archive; véase el historial, la primera versión y la última). \| Yokohama F. Marinos \| \| 5 de junio \| Tosu \| Sagan Tosu \| 1:1 (enlace roto disponible en Internet Archive; véase el historial, la primera versión y la última). \| Kashiwa Reysol \| |          |                     | |                     |
| Fecha | Lugar    | Local               | Resultado                                                                                             | Visitante           |
| 23 de marzo | Sendai   | Vegalta Sendai      | 1:0                                                                                                   | Albirex Niigata     |
| 23 de marzo | Fukuoka  | Avispa Fukuoka      | 2:2                                                                                                   | Kashiwa Reysol      |
| 23 de marzo | Kawasaki | Kawasaki Frontale   | 0:0                                                                                                   | Yokohama F. Marinos |
| 27 de marzo | Niigata  | Albirex Niigata     | 1:0                                                                                                   | Sagan Tosu          |
| 27 de marzo | Kashiwa  | Kashiwa Reysol      | 0:1                                                                                                   | Vegalta Sendai      |
| 27 de marzo | Kawasaki | Kawasaki Frontale   | 0:1                                                                                                   | Avispa Fukuoka      |
| 6 de abril | Niigata  | Albirex Niigata     | 0:5                                                                                                   | Kawasaki Frontale   |
| 6 de abril | Tosu     | Sagan Tosu          | 1:1                                                                                                   | Vegalta Sendai      |
| 6 de abril | Yokohama | Yokohama F. Marinos | 1:3                                                                                                   | Kashiwa Reysol      |
| 20 de abril | Kashiwa  | Kashiwa Reysol      | 2:1                                                                                                   | Kawasaki Frontale   |
| 20 de abril | Sendai   | Vegalta Sendai      | 0:0                                                                                                   | Avispa Fukuoka      |
| 20 de abril | Yokohama | Yokohama F. Marinos | 1:0                                                                                                   | Sagan Tosu          |
| 18 de mayo | Kashiwa  | Kashiwa Reysol      | 1:2                                                                                                   | Albirex Niigata     |
| 18 de mayo | Tosu     | Sagan Tosu          | 1:1                                                                                                   | Kawasaki Frontale   |
| 18 de mayo | Yokohama | Yokohama F. Marinos | 2:1                                                                                                   | Avispa Fukuoka      |
| 25 de mayo | Fukuoka  | Avispa Fukuoka      | 1:1                                                                                                   | Sagan Tosu          |
| 25 de mayo | Niigata  | Albirex Niigata     | 1:1                                                                                                   | Yokohama F. Marinos |
| 25 de mayo | Kawasaki | Kawasaki Frontale   | 2:1 Archivado el 5 de junio de 2016 en Wayback Machine.                                               | Vegalta Sendai      |
| 5 de junio | Fukuoka  | Avispa Fukuoka      | 4:2 (enlace roto disponible en Internet Archive; véase el historial, la primera versión y la última). | Albirex Niigata     |
| 5 de junio | Sendai   | Vegalta Sendai      | 0:2 (enlace roto disponible en Internet Archive; véase el historial, la primera versión y la última). | Yokohama F. Marinos |
| 5 de junio | Tosu     | Sagan Tosu          | 1:1 (enlace roto disponible en Internet Archive; véase el historial, la primera versión y la última). | Kashiwa Reysol      |

## Fase final

### Cuadro de desarrollo
|  | Cuartos de final               | Cuartos de final               | Cuartos de final               |       |                     | Semifinales      | Semifinales      | Semifinales      |  |             | Final         | Final         |  |
|  | 31 de agosto y 4 de septiembre | 31 de agosto y 4 de septiembre | 31 de agosto y 4 de septiembre |       |                     | 5 y 9 de octubre | 5 y 9 de octubre | 5 y 9 de octubre |  |             | 15 de octubre | 15 de octubre |  |
|  |                                |                                |                                |       |                     |                  |                  |                  |  |             |               |               |  |
|  |                                |                                |                                |       |                     |                  |                  |                  |  |             |               |               |  |
|  | Yokohama F. Marinos (v)        | 1                              | 1                              |       |                     |                  |                  |                  |  |             |               |               |  |
|  | Yokohama F. Marinos (v)        | 1                              | 1                              |       |                     |                  |                  |                  |  |             |               |               |  |
|  | Omiya Ardija                   | 2                              | 0                              |       |                     |                  |                  |                  |  |             |               |               |  |
|  | Omiya Ardija                   | 2                              | 0                              |       | Yokohama F. Marinos | 0                | 1                |                  |  |             |               |               |  |
|  |                                |                                |                                |       | Yokohama F. Marinos | 0                | 1                |                  |  |             |               |               |  |
|  |                                |                                | Gamba Osaka (v)                | 0     | 1                   |                  |                  |                  |  |             |               |               |  |
|  | Gamba Osaka                    | 1                              | Gamba Osaka (v)                | 0     | 1                   | 6                |                  |                  |  |             |               |               |  |
|  | Gamba Osaka                    | 1                              |                                |       |                     |                  |                  |                  |  |             |               |               |  |
|  | Sanfrecce Hiroshima            | 1                              | 3                              |       |                     |                  |                  |                  |  |             |               |               |  |
|  | Sanfrecce Hiroshima            | 1                              | 3                              |       |                     |                  |                  |                  |  | Gamba Osaka | 1 (4)         |               |  |
|  |                                |                                |                                |       |                     |                  |                  |                  |  | Gamba Osaka | 1 (4)         |               |  |
|  |                                |                                | Urawa Red Diamonds (p)         | 1 (5) |                     |                  |                  |                  |  |             |               |               |  |
|  | Urawa Red Diamonds             | 2                              | Urawa Red Diamonds (p)         | 1 (5) | 4                   |                  |                  |                  |  |             |               |               |  |
|  | Urawa Red Diamonds             | 2                              |                                |       |                     |                  |                  |                  |  |             |               |               |  |
|  | Vissel Kobe                    | 1                              | 0                              |       |                     |                  |                  |                  |  |             |               |               |  |
|  | Vissel Kobe                    | 1                              | 0                              |       | Urawa Red Diamonds  | 2                | 3                |                  |  |             |               |               |  |
|  |                                |                                |                                |       | Urawa Red Diamonds  | 2                | 3                |                  |  |             |               |               |  |
|  |                                |                                | F.C. Tokyo                     | 1     | 1                   |                  |                  |                  |  |             |               |               |  |
|  | Avispa Fukuoka                 | 1                              | F.C. Tokyo                     | 1     | 1                   | 0                |                  |                  |  |             |               |               |  |
|  | Avispa Fukuoka                 | 1                              |                                |       |                     |                  |                  |                  |  |             |               |               |  |
|  | F.C. Tokyo                     | 1                              | 2                              |       |                     |                  |                  |                  |  |             |               |               |  |
|  | F.C. Tokyo                     | 1                              | 2                              |       |                     |                  |                  |                  |  |             |               |               |  |
|  |                                |                                |                                |       |                     |                  |                  |                  |  |             |               |               |  |

- En cuartos de final y semifinales, el equipo de arriba es el que ejerció la localía en el partido de vuelta.
- Los horarios de los partidos corresponden al huso horario de Japón: (UTC+9)

### Cuartos de final
| 31 de agosto de 2016, 19:03 | Omiya Ardija            | 2:1 (1:0) | Yokohama F. Marinos | Estadio Ōmiya, Saitama                                        |                                                               |
|                             | Mateus 23' · Ienaga 87' | Reporte   | Kanai 71'           | Asistencia: 6.283 espectadores Árbitro(s): Hiroyoshi Takayama | Asistencia: 6.283 espectadores Árbitro(s): Hiroyoshi Takayama |

| 4 de septiembre de 2016, 18:04 | Yokohama F. Marinos | 1:0 (1:0) | Omiya Ardija | Estadio Mitsuzawa, Yokohama                                 |                                                             |
|                                | Kayke 45+1'         | Reporte   |              | Asistencia: 8.862 espectadores Árbitro(s): Yūichi Nishimura | Asistencia: 8.862 espectadores Árbitro(s): Yūichi Nishimura |

| 31 de agosto de 2016, 19:04 | Sanfrecce Hiroshima | 1:1 (1:0) | Gamba Osaka | Estadio del Gran Arco, Hiroshima                           |                                                            |
|                             | Shibasaki 28'       | Reporte   | Goya 86'    | Asistencia: 5.529 espectadores Árbitro(s): Yoshirō Imamura | Asistencia: 5.529 espectadores Árbitro(s): Yoshirō Imamura |

| 4 de septiembre de 2016, 19:02 | Gamba Osaka                                                   | 6:3 (2:1) | Sanfrecce Hiroshima                      | Estadio de Fútbol, Suita                                       |                                                                |
|                                | Nagasawa 32', 45+2' · Niwa 55' · Ademilson 60', 63' · Abe 71' | Reporte   | Nogami 24' · Morisaki 52' · Minagawa 79' | Asistencia: 12.977 espectadores Árbitro(s): Nobutsugu Murakami | Asistencia: 12.977 espectadores Árbitro(s): Nobutsugu Murakami |

| 31 de agosto de 2016, 19:05 | Vissel Kobe | 1:2 (1:2) | Urawa Red Diamonds          | Estadio Noevir Kobe, Kōbe                               |                                                         |
|                             | Leandro 35' | Reporte   | Takagi 6' · Ljubijankič 41' | Asistencia: 7.001 espectadores Árbitro(s): Yūsuke Araki | Asistencia: 7.001 espectadores Árbitro(s): Yūsuke Araki |

| 4 de septiembre de 2016, 18:34 | Urawa Red Diamonds                         | 4:0 (2:0) | Vissel Kobe | Estadio Saitama 2002, Saitama                                 |                                                               |
|                                | Takagi 39', 60' · Abe 43' (pen.) · Lee 84' | Reporte   |             | Asistencia: 19.253 espectadores Árbitro(s): Takehiro Yamamoto | Asistencia: 19.253 espectadores Árbitro(s): Takehiro Yamamoto |

| 31 de agosto de 2016, 19:30 | F.C. Tokyo   | 1:1 (0:0) | Avispa Fukuoka | Estadio Ajinomoto, Chōfu                                |                                                         |
|                             | Nakajima 62' | Reporte   | Mishima 90'    | Asistencia: 6.882 espectadores Árbitro(s): Takuto Okabe | Asistencia: 6.882 espectadores Árbitro(s): Takuto Okabe |

| 4 de septiembre de 2016, 19:04 | Avispa Fukuoka | 0:2 (0:1) | F.C. Tokyo                 | Estadio Level-5, Fukuoka                               |                                                        |
|                                |                | Reporte   | Tanabe 30' · Takahashi 75' | Asistencia: 8.060 espectadores Árbitro(s): Kenji Ōgiya | Asistencia: 8.060 espectadores Árbitro(s): Kenji Ōgiya |

### Semifinales
| 5 de octubre de 2016, 19:04 | Gamba Osaka | 0:0     | Yokohama F. Marinos | Estadio de Fútbol, Suita                                  |                                                           |
|                             |             | Reporte |                     | Asistencia: 11.160 espectadores Árbitro(s): Hajime Matsuo | Asistencia: 11.160 espectadores Árbitro(s): Hajime Matsuo |

| 9 de octubre de 2016, 14:00 | Yokohama F. Marinos | 1:1 (0:0) | Gamba Osaka | Estadio Internacional, Yokohama                         |                                                         |
|                             | Itō 56'             | Reporte   | Endō 63'    | Asistencia: 19.378 espectadores Árbitro(s): Kenji Ōgiya | Asistencia: 19.378 espectadores Árbitro(s): Kenji Ōgiya |

| 5 de octubre de 2016, 19:34 | F.C. Tokyo  | 1:2 (0:0) | Urawa Red Diamonds    | Estadio Ajinomoto, Chōfu                                   |                                                            |
|                             | Higashi 49' | Reporte   | Takagi 77' · Mutō 80' | Asistencia: 13.354 espectadores Árbitro(s): Masaaki Iemoto | Asistencia: 13.354 espectadores Árbitro(s): Masaaki Iemoto |

| 9 de octubre de 2016, 14:04 | Urawa Red Diamonds          | 3:1 (2:0) | F.C. Tokyo   | Estadio Saitama 2002, Saitama                                |                                                              |
|                             | Kōroki 24', 38', 53' (pen.) | Reporte   | Nakajima 81' | Asistencia: 26.876 espectadores Árbitro(s): Yūichi Nishimura | Asistencia: 26.876 espectadores Árbitro(s): Yūichi Nishimura |

### Final
| 15 de octubre de 2016, 13:09 | Gamba Osaka                              | 1:1 (1:1, 1:0) (t. s.)(4:5 p.) | Urawa Red Diamonds                         | Estadio Saitama 2002, Saitama                          |                                                        |
|                              | Ademilson 17'                            | Reporte                        | Lee 76'                                    | Asistencia: 51.248 espectadores Árbitro(s): Ryūji Satō | Asistencia: 51.248 espectadores Árbitro(s): Ryūji Satō |
|                              |                                          | Tiros desde el punto penal     |                                            |                                                        |                                                        |
|                              | Fujimoto · Konno · Niwa · Goya · Y. Endō |                                | Abe · Ljubijankič · Kōroki · Lee · W. Endō |                                                        |                                                        |

#### Detalles
| 1          | Guardameta     | Masaaki Higashiguchi |     |
| 14         | Defensa        | Kōki Yonekura        |     |
| 5          | Defensa        | Daiki Niwa           |     |
| 6          | Defensa        | Kim Jung-Ya          |     |
| 4          | Defensa        | Hiroki Fujiharu      |     |
| 21         | Centrocampista | Yōsuke Ideguchi      |     |
| 15         | Centrocampista | Yasuyuki Konno       |     |
| 11         | Centrocampista | Shū Kurata           | 88' |
| 19         | Centrocampista | Kōtarō Ōmori         | 72' |
| 7          | Centrocampista | Yasuhito Endō        |     |
| 9          | Delantero      | Ademilson            | 66' |
| Entrenador | Entrenador     | Kenta Hasegawa       |     |

| 1          | Guardameta     | Shūsaku Nishikawa |     |
| 46         | Defensa        | Ryōta Moriwaki    |     |
| 6          | Defensa        | Wataru Endō       |     |
| 5          | Defensa        | Tomoaki Makino    |     |
| 24         | Centrocampista | Takahiro Sekine   |     |
| 10         | Centrocampista | Yōsuke Kashiwagi  |     |
| 22         | Centrocampista | Yūki Abe          |     |
| 3          | Centrocampista | Tomoya Ugajin     | 36' |
| 9          | Centrocampista | Yūki Mutō         | 70' |
| 13         | Centrocampista | Toshiyuki Takagi  | 76' |
| 30         | Delantero      | Shinzō Kōroki     |     |
| Entrenador | Entrenador     | Mihailo Petrović  |     |

| 20 | Delantero      | Shun Nagasawa  | 66' |
| 25 | Centrocampista | Jungo Fujimoto | 72' |
| 23 | Delantero      | Hiroto Goya    | 88' |

| 18 | Centrocampista | Yoshiaki Komai     | 36' |
| 21 | Delantero      | Zlatan Ljubijankič | 70' |
| 20 | Delantero      | Tadanari Lee       | 76' |

| Anotado | 17' | Ademilson | 1-0 |

| Anotado | 76' | Tadanari Lee | 1-1 |

| Jungo Fujimoto | Acierto de penal         | 1:0 |                  |                    |
|                |                          | 1:1 | Acierto de penal | Yūki Abe           |
| Yasuyuki Konno | Acierto de penal         | 2:1 |                  |                    |
|                |                          | 2:2 | Acierto de penal | Zlatan Ljubijankič |
| Daiki Niwa     | Acierto de penal         | 3:2 |                  |                    |
|                |                          | 3:3 | Acierto de penal | Shinzō Kōroki      |
| Hiroto Goya    | Fallo de penal (Atajado) | 3:3 |                  |                    |
|                |                          | 3:4 | Acierto de penal | Tadanari Lee       |
| Yasuhito Endō  | Acierto de penal         | 4:4 |                  |                    |
|                |                          | 4:5 | Acierto de penal | Wataru Endō        |

| Amonestado | 27'  | Yasuhito Endō        |
| Amonestado | 30'  | Hiroki Fujiharu      |
| Amonestado | 68'  | Shun Nagasawa        |
| Amonestado | 118' | Masaaki Higashiguchi |

| Amonestado | 26' | Toshiyuki Takagi |

| Árbitro              | Ryūji Satō         |
| Árbitros asistentes  | Tōru Sagara        |
| Árbitros asistentes  | Toshiyuki Nagi     |
| Cuarto árbitro       | Jun Mihara         |
| Árbitros adicionales | Hiroyuki Kimura    |
| Árbitros adicionales | Nobutsugu Murakami |

| 1          | Guardameta     | Masaaki Higashiguchi |     |
| 14         | Defensa        | Kōki Yonekura        |     |
| 5          | Defensa        | Daiki Niwa           |     |
| 6          | Defensa        | Kim Jung-Ya          |     |
| 4          | Defensa        | Hiroki Fujiharu      |     |
| 21         | Centrocampista | Yōsuke Ideguchi      |     |
| 15         | Centrocampista | Yasuyuki Konno       |     |
| 11         | Centrocampista | Shū Kurata           | 88' |
| 19         | Centrocampista | Kōtarō Ōmori         | 72' |
| 7          | Centrocampista | Yasuhito Endō        |     |
| 9          | Delantero      | Ademilson            | 66' |
| Entrenador | Entrenador     | Kenta Hasegawa       |     |

| 1          | Guardameta     | Shūsaku Nishikawa |     |
| 46         | Defensa        | Ryōta Moriwaki    |     |
| 6          | Defensa        | Wataru Endō       |     |
| 5          | Defensa        | Tomoaki Makino    |     |
| 24         | Centrocampista | Takahiro Sekine   |     |
| 10         | Centrocampista | Yōsuke Kashiwagi  |     |
| 22         | Centrocampista | Yūki Abe          |     |
| 3          | Centrocampista | Tomoya Ugajin     | 36' |
| 9          | Centrocampista | Yūki Mutō         | 70' |
| 13         | Centrocampista | Toshiyuki Takagi  | 76' |
| 30         | Delantero      | Shinzō Kōroki     |     |
| Entrenador | Entrenador     | Mihailo Petrović  |     |

| 20 | Delantero      | Shun Nagasawa  | 66' |
| 25 | Centrocampista | Jungo Fujimoto | 72' |
| 23 | Delantero      | Hiroto Goya    | 88' |

| 18 | Centrocampista | Yoshiaki Komai     | 36' |
| 21 | Delantero      | Zlatan Ljubijankič | 70' |
| 20 | Delantero      | Tadanari Lee       | 76' |

| Anotado | 17' | Ademilson | 1-0 |

| Anotado | 76' | Tadanari Lee | 1-1 |

| Jungo Fujimoto | Acierto de penal         | 1:0 |                  |                    |
|                |                          | 1:1 | Acierto de penal | Yūki Abe           |
| Yasuyuki Konno | Acierto de penal         | 2:1 |                  |                    |
|                |                          | 2:2 | Acierto de penal | Zlatan Ljubijankič |
| Daiki Niwa     | Acierto de penal         | 3:2 |                  |                    |
|                |                          | 3:3 | Acierto de penal | Shinzō Kōroki      |
| Hiroto Goya    | Fallo de penal (Atajado) | 3:3 |                  |                    |
|                |                          | 3:4 | Acierto de penal | Tadanari Lee       |
| Yasuhito Endō  | Acierto de penal         | 4:4 |                  |                    |
|                |                          | 4:5 | Acierto de penal | Wataru Endō        |

| Amonestado | 27'  | Yasuhito Endō        |
| Amonestado | 30'  | Hiroki Fujiharu      |
| Amonestado | 68'  | Shun Nagasawa        |
| Amonestado | 118' | Masaaki Higashiguchi |

| Amonestado | 26' | Toshiyuki Takagi |

| Árbitro              | Ryūji Satō         |
| Árbitros asistentes  | Tōru Sagara        |
| Árbitros asistentes  | Toshiyuki Nagi     |
| Cuarto árbitro       | Jun Mihara         |
| Árbitros adicionales | Hiroyuki Kimura    |
| Árbitros adicionales | Nobutsugu Murakami |

| Estadísticas       | Gamba Osaka | Urawa Red Diamonds |
| ------------------ | ----------- | ------------------ |
| Tiros              | 5           | 16                 |
| Tiros al arco      | 3           | 5                  |
| Faltas             | 15          | 11                 |
| Tiros de esquina   | 5           | 8                  |
| Penales            | 0           | 0                  |
| Fueras de juego    | 2           | 0                  |
| Posesión del balón | 44%         | 56%                |

|                                               |
| Bandera de la Prefectura de Saitama           |
| Campeón invicto Urawa Red Diamonds 2.º título |

## Estadísticas

### Goleadores
| Jugador                                     | Club                | Goles | PJ |
| ------------------------------------------- | ------------------- | ----- | -- |
| Toshiyuki Takagi                            | Urawa Red Diamonds  | 4     | 5  |
| Shinzō Kōroki                               | Urawa Red Diamonds  | 3     | 5  |
| Shō Itō                                     | Yokohama F. Marinos | 3     | 8  |
| Ademilson                                   | Gamba Osaka         | 3     | 4  |
| Pedro Júnior                                | Vissel Kobe         | 3     | 5  |
| Kazuma Watanabe                             | Vissel Kobe         | 3     | 7  |
| Shōki Hirai                                 | Avispa Fukuoka      | 3     | 5  |
| Última actualización: 15 de octubre de 2016 |                     |       |    |

### Mejor Jugador
| Jugador      | Club               |
| ------------ | ------------------ |
| Tadanari Lee | Urawa Red Diamonds |

### Premio Nuevo Héroe
El Premio Nuevo Héroe es entregado al mejor jugador del torneo menor de 23 años.
| Jugador         | Club        |
| --------------- | ----------- |
| Yōsuke Ideguchi | Gamba Osaka |